# Pierre de Beausse
Pierre de Beausse (1598-1665), membre de la première Compagnie des Indes orientales, occupa peu de temps le poste Premier conseiller au conseil souverain de l'île Dauphine (Madagascar).

## Biographie
Il naquit à Orléans en 1598 et fut baptisé le 29 janvier dans l'église St-Paul. Il ne connut pas son père, Pierre de Beausse, qui était décédé de la peste quelques mois auparavant (2 septembre 1597). Elisabeth de Loynes, sa mère, épousera en 1600, Étienne de Flacourt, marchand bourgeois de la ville. C'est ainsi qu'il fut élevé avec ses demi-frères Flacourt. Ayant quitté sa ville natale, il épousa en 1637 à Paris, Denise Picart. Il naquit au moins cinq enfants dont un fils, Louis de Beausse (1639-1716), qui fut reçu en 1693, Hérault roi d'armes des ordres du roi, succédant à Louis Blouin, premier valet de chambre du roi.
À l'époque de son mariage, Pierre de Beausse est secrétaire ordinaire de la chambre du roi. Mais déjà nous le voyons en contact avec le monde de la marine : son oncle, Julius de Loynes, secrétaire général de la marine ; Louis Picart et François Leconte, trésoriers généraux de la marine, et Pierre de La Brosse, sieur de Rigault, capitaine de marine. Il occupe diverses charges dont il ne tire guère de bénéfices : premier commis aux parties casuelles (1645), receveur des tailles de Sarlat (1652).

### Carrière au sein de la compagnie des Indes orientales
En 1642, Richelieu créa la première Compagnie des Indes orientales. Parmi les associés figurent Fouquet, le capitaine Rigault, l'oncle de Loynes et Pierre de Beausse qui détient trois parts sur vingt-quatre. Cette compagnie confia en 1648, la mission de la gestion de l'établissement de Fort-Dauphin, à Étienne de Flacourt, demi-frère de Pierre de Beausse. Celui-ci est désigné en 1644, premier conseiller dans le conseil de la compagnie.
Les évènements de la Fronde causent quelques ennuis à de Beausse qui ne peut faire face à ses dettes après avoir englouti la dot de sa femme. En 1660, Étienne de Flacourt meurt en mer lors de son voyage de retour à Fort-Dauphin.
En 1664, Colbert fonda une seconde compagnie des Indes orientales et Pierre de Beausse, déjà fort âgé, se proposa de diriger l'établissement de Fort-Dauphin, laissé vacant par la mort de son demi-frère. Il fut jugé le mieux instruit pour cette responsabilité car il possédait les mémoires laissés par Étienne de Flacourt. Il fut ainsi désigné Président du conseil particulier, premier conseiller au conseil souverain de l’île Dauphine, et garde des sceaux de France aux Indes orientales. Après avoir prêté serment, il quitta Paris le 30 octobre 1664, accompagné de quelques syndics de la compagnie. Arrivé à Nantes, il n'embarqua seulement que le 8 mars avec une flotte de quatre vaisseaux. Des 400 colons retenus pour partir dans l'Océan indien, seulement 288 se sont présentés. Parmi eux était présent François Martin, le futur fondateur du comptoir français de Pondichéry. En raison de dissensions survenues au cours de la traversée, de Beausse préféra devancer le reste de l'escadre afin d'arriver le premier à Madagascar et d'établir son autorité.  Le 11 juin 1665, le Saint-Paul arriva le premier à Fort-Dauphin. De Beausse releva Champmargou de ses fonctions et prit le commandement. Il agit « en maître absolu sans rien communiquer à personne. » Mais les fatigues du voyage et son âge avancée l'obligeront à s'aliter. Il s'éteindra le 14 décembre 1665. Les mémoires de Souchu de Rennefort relatent les derniers instants du gouverneur.
Après sa mort, l'établissement de Fort-Dauphin sera délaissé. En 1671, c'est un autre Orléanais, Jacob Blanquet de la Haye, paré du titre pompeux de Vice-roi des Indes qui reprendra possession de Madagascar et de l'île Bourbon.

## Sources
- Gérard Héau, Généalogie et histoire de la famille de Beausse, Donnery, 2009.